# Yusuf ibn Abd al-Rahman al-Fihri
Yûsuf ibn ‘Abd al-Rahmân al-Fihrî (711-759) fue un valí omeya de Narbona en Septimania y último valí de al-Ándalus desde 747 hasta 756, gobernando independientemente tras la Revolución abasí y el colapso del Califato omeya en 750. Fue descendiente de Uqba ibn Nafi, fundador de Cairuán.

## Valí de Narbona
Tras la Batalla de Poitiers (732), al-Fihri fue nombrado valí de Narbona según el Chronicon Moissiacense, donde se encontraba al mando de operaciones militares. Durante cuatro años realizó varias incursiones y pillaje en el Ródano meridional, conquistando Arlés en 735.
Entre 716 y 756, al-Ándalus estuvo gobernada por valíes provenientes de Damasco o designados por recomendación de los gobernadores regionales de Ifriquía (Túnez) a los que pertenecían administrativamente. Como muchos de sus predecesores, al-Fihri tuvo que lidiar entre los bereberes, la mayoría de su fuerza, y los árabes; así como con las eternas disputas entre las tribus árabes de los adnanitas y los qahtanitas que componían sus fuerzas.
Después de varias derrotas de los ejércitos árabes (740 en el río Chelif y 742 en el río Sebú al ŷund (yund) sirio enviado por el califa) ‘Abd al-Rahmân ibn Habîb al-Fihrî, dignatario local (descendiente de 'Uqba ibn Nâfi‘ al-Fihrî) y cabeza de los afâriqas (ŷund (yund) árabe que conquistó Ifriqiya) se refugia en Al-Ándalus, donde, apoyado por los restos del ŷund sirio encabezado por el liberto Balŷ (Balŷ ibn Bišr al-Qušayri), se hace con el control de la situación apoyado por los árabes yemeníes al morir el emir 'Uqba ibn al-Hayyach as-Saluli (que lo había designado sucesor), no siendo confirmado por Handhala ibn Safwán al-Kalbi, valí de Qayrawán, que en el 743 envía a Abul Jatar (Abu l-Jattar al-Kalbi) 'âmil para recontrolar Al-Ándalus. En el 745 Handhala ibn Safwán abandona Ifriqiya, con lo que se produce una situación de autonomía de facto, que permite independizarse a Al-Ándalus (y también al Magrib).[cita requerida]

## Valí de al-Ándalus
Tras la inestabilidad de la Revuelta bereber en al-Ándalus, se organizó entre las diferentes facciones árabes alternar el gobierno. Sin embargo, después de completar su plazo, se negó a entregar el poder y gobernó sin oposición durante nueve años, mientras que en Damasco los omeyas eran destronados por los abasíes en 750. Se ha sugerido que gobernó como rey (malik) en lugar de gobernador (valí). Una vez se convirtió en gobernante, al-Fihri realizó un censo, en la que el obispo Hostegesis implementaría impuestos y pagos de yizia. Desde entonces, el obispo realizó visitas anuales para verificar que los impuestos se recolectaban correctamente.
Al-Fihri frustró un intento de revuelta en Zaragoza (755) cuando comenzó una campaña contra los vascos en Pamplona ese mismo año, aunque el destacamento enviado fue aniquilado. Este fue el momento elegido por el príncipe omeya Abderramán, quien había escapado de los abasíes en Siria unos años antes y había desembarcado en Almuñécar el 14 de agosto de 755, en la costa meridional de la península ibérica. Abderramán capturó relevantes plazas como Málaga y Sevilla y reunió alrededor de él a numerosos yemeníes y bereberes llegados de todo al-Ándalus, se hizo proclamar emir en Rayya (provincia de Málaga), tras lo cual se encaminó hacia Córdoba después de haber recibido refuerzos de los numerosos contingentes llegados de Sevilla y de Al-Gharb.
La noticia de la llegada de Abderramán dividió a los andalusíes. Los comandantes de los yunds bereberes y sirios pidieron una alianza, mientras que las unidades yemeníes se unieron al aspirante omeya más tarde y los rivales Mudar y Qays se mantuvieron fieles a al-Fihri. Tras fracasar las negociaciones en las que Abderramán sucedería a al-Fihri, este último fue derrotado en la Batalla de Musarah a las afueras de Córdoba en marzo de 756 por Abderramán, que se convirtió en el primer emir independiente de Córdoba. En mayo del 756 ‘Abd al-Rahmân entra en Qurtuba (Córdoba).
Desde ese momento comenzó una larga lucha del nuevo emir para mantenerse en el poder. Al día siguiente de la batalla de Al-Musara, su indulgencia hacia la familia de Yûsuf había provocado el descontento de los yemeníes, que le habían acusado de parcialidad pro-qaysí y habían pensado eliminarle. Se debió organizar con toda prisa una guardia omeya y bereber capaz de protegerle contra un eventual golpe. El retorno de Yûsuf y Al-Sumayl con refuerzos —habían reorganizado un ejército qaysí en Toledo— le devolvió temporalmente el apoyo de los yemeníes, pero se negoció una paz en julio de 756, antes de que los dos ejércitos llegaran a la batalla decisiva que se presagiaba. Un tratado por escrito consagró la unión formal de Yûsuf y Al-Sumayl con la autoridad omeya. Se les autorizó a residir en Córdoba e inscribirse en el diwan para percibir pensiones militares seguramente importantes, mientras que los hijos de Yûsuf se quedaron como rehenes en palacio.
No obstante, al-Fihri consiguió escapar del campo de batalla y alcanzó la ciudad de Toledo, posiblemente en un intento fallido de recapturar Sevilla. Al-Fihri pudo ser asesinado en su retorno a Toledo, aunque otras fuentes lo ubican en esa ciudad durante dos o tres años más, donde finalmente fue asesinado por sus propios hombres.

## Predecesores
- Abd al-Rahman ibn Katir al-Lahmi
- Tuwaba ibn Salama al-Gudami
- Abu l-Jattar al Husam ibn Darar al-Kalbi
- Thalaba ibn Salama al-Amili
- Balch ibn Bishr al-Qushayri